# Polícia Federal (Bélgica)
A Polícia Federal Belga (neerlandês: Federale Politie; francês: Police Fédérale, alemão: Föderale Polizei), é a força policial nacional do Reino da Bélgica. Realiza operações policiais administrativas e judiciais especializadas e supra-locais e apóia serviços e unidades policiais locais e federais. A Polícia Federal possui aproximadamente 12.300 policiais e civis.
A Polícia Federal é comandada pelo Comissário Geral (CG) Marc De Mesmaeker, que ocupa o posto de Comissário Chefe. Ele é responsável pelo Gabinete do Comissário Geral, que compreende três diretorias gerais: a direção geral da polícia administrativa (DGA), a direção geral da polícia judiciária (DGJ) e a direção geral de recursos e informações (DGR). Cada direção geral é liderada por um diretor geral (DG), que também ocupa o cargo de comissário-chefe.
A aplicação da lei na Bélgica é conduzida por um serviço policial integrado, estruturado nos níveis federal e local, composto pela Polícia Federal e pela Polícia Local. Ambas as forças são autônomas e subordinadas a diferentes autoridades, mas ligadas a apoio recíproco, recrutamento, mobilidade de mão de obra e treinamento comum.

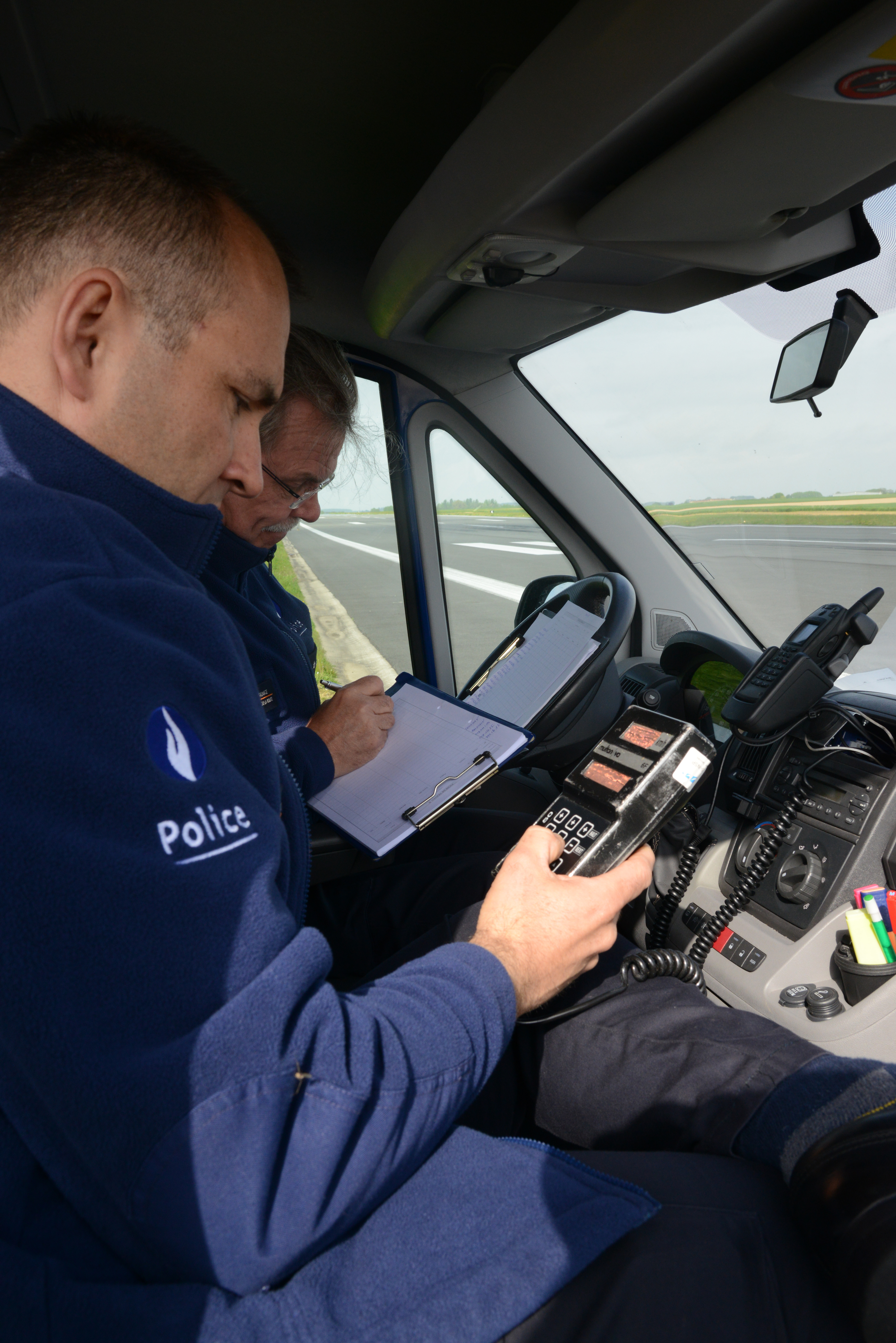
Policiais federais belgas da Unidade de Estradas e Rodovias (Wegpolitie - Police de la Route (WPR)). Os agentes federais são reconhecíveis pelas linhas laranja ao lado das placas metálicas identificativas, ao contrário dos policiais locais que exibem linhas azul-claras

Em 2001, a polícia belga passou por uma reforma estrutural fundamental que criou esse sistema policial completamente novo. Um relatório parlamentar belga sobre uma série de assassinatos de pedófilos acusou a polícia de negligência, amadorismo e incompetência na investigação dos casos. A perda de confiança do público na polícia foi tão grande que toda a população considerou a reforma indispensável. As três ex-forças policiais, a polícia municipal, o serviço nacional de aplicação da lei (Rijkswacht/Gendarmerie) e a polícia judiciária (designada para os escritórios dos promotores públicos) deram lugar a um serviço policial integrado, estruturado em dois níveis.

## Gabinete do Comissário Geral (CG)
O Gabinete do Comissário Geral (holandês: Commissariaat-Generaal; francês: Commissariat-Général; alemão: Generalkommissariat) incorpora todos os serviços centrais de alto nível da Polícia Federal. É comandada pelo Comissário Geral, que dirige e gerencia a Polícia Federal e garante contato regular com a Polícia Local. O Escritório é responsável por operações policiais integradas, coordenação, cooperação com a polícia local e a polícia estrangeira, coleta e gerenciamento de inteligência, despacho e comunicação externa.

### Direcções do Gabinete do Comissário Geral (CG)
- Direcção da cooperação policial internacional (CGI)
- Direcção da comunicação (CGC)
- Direcção do bem-estar (CGWB)
- 13 Direcções descentralizadas de coordenação e apoio (CSD/DCA)
  - Corpo de Intervenção (CIK) (11 pelotões)

A Direção de Cooperação Policial Internacional (CGI) é o escritório central nacional da Bélgica para o Serviço Europeu de Polícia (Europol), o Sistema de Informação Schengen e a Organização Internacional de Polícia Criminal (Interpol).
O Gabinete do Comissário Geral também inclui Direcções de Coordenação e Apoio descentralizadas (CSD/DCA) localizadas em cada distrito judicial. As CSDs, lideradas por diretores coordenadores (DirCo), representam a Polícia Federal em campo e atuam como o elo entre a Polícia Local e a Polícia Federal. Eles desempenham um papel fundamental no funcionamento integrado da polícia da Bélgica, juntamente com as Diretorias descentralizadas da Polícia Judiciária (FGP/PJF), que também estão presentes em cada distrito judicial. Os CSD/DCAs oferecem apoio (logístico, pessoal, gerencial) e coordenação às forças policiais locais e às outras unidades policiais federais. Em outras palavras: as CSD/DCA's fornecem principalmente serviços policiais administrativos, enquanto as FGP/PJFs oferecem serviços policiais judiciais.

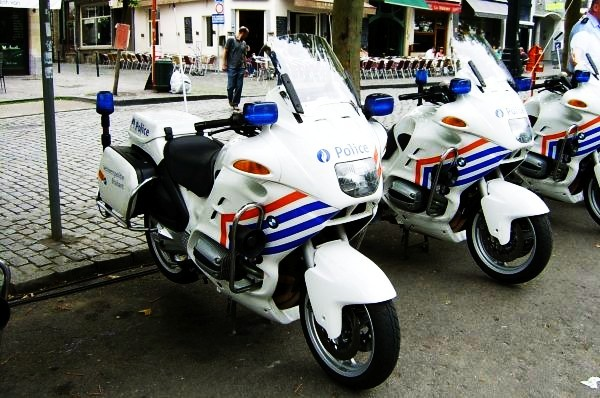
Motocicletas da Polícia Federal belga, reconhecível pelas linhas laranjas nos lados (as polícias locais possuem linhas azuis claras)..

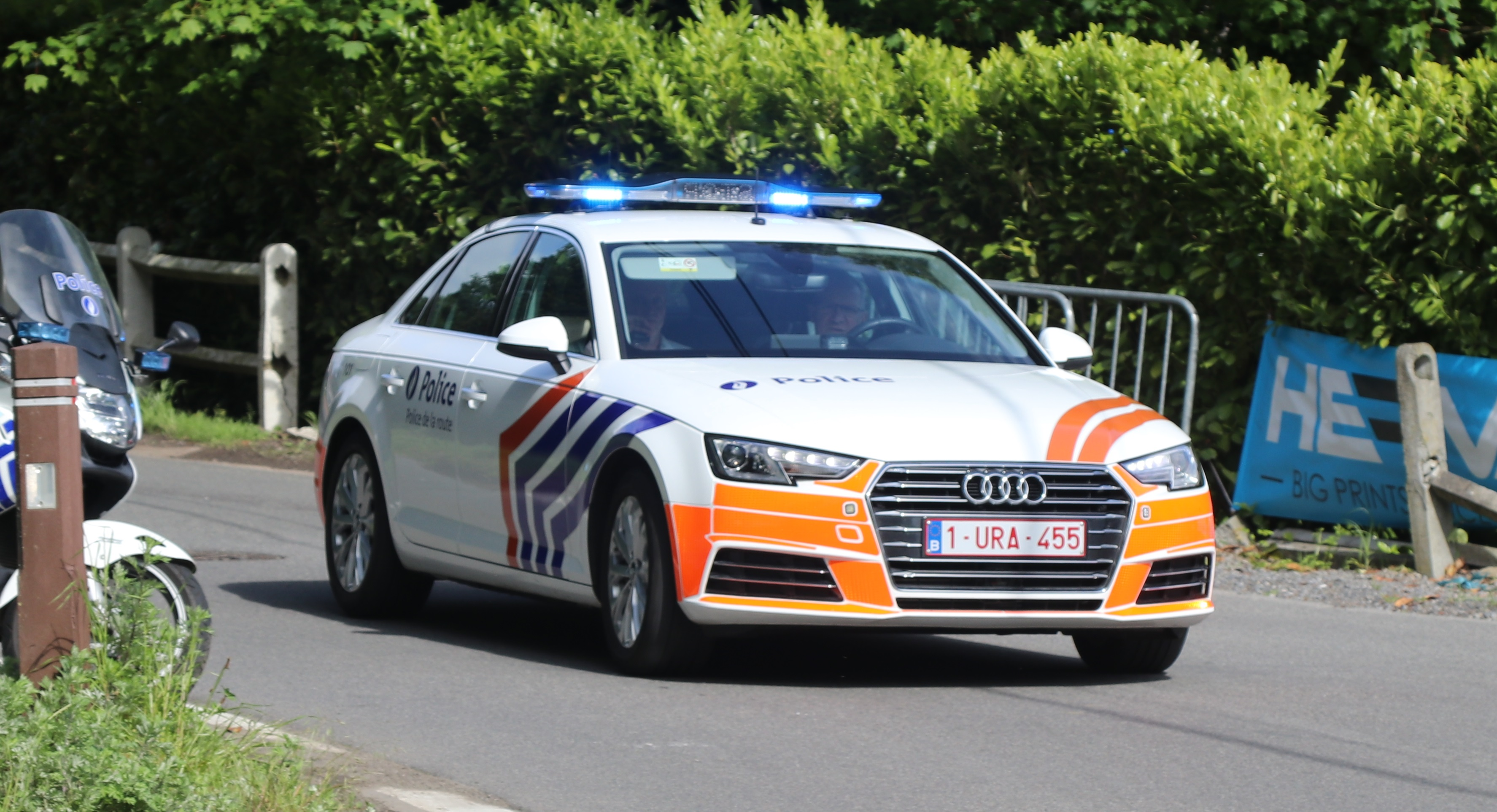
Viatura da Polícia Federal belga, reconhecível pelas duas linhas no capô.

As direções de coordenação e apoio da capital de cada província e de Bruxelas comandam um pelotão da reserva de intervenção não especializada da polícia federal: o Corpo de Intervenção (CIK). O CIK consiste em 500 policiais não especializados, que podem ser solicitados pelas forças policiais locais e unidades federais para apoio em diversas missões.

## Direção Geral da Polícia Administrativa (DGA)
Esta direção geral, abreviada como DGA (holandês: Algemene Directie Bestuurlijke Politie; francês: Direction Générale Police Administrative; alemão: Generaldirektion Verwaltungspolizei), é o ramo uniformizado da Polícia Federal Belga que fornece serviços especializados e supra-locais. Sua contraparte é a Direção Geral de Polícia Judiciária, contendo o pessoal de investigação não uniformizado. A Polícia Administrativa é composta por várias direções que comandam as diferentes unidades da Polícia Federal. A DGA realiza operações policiais administrativas, como policiamento de trânsito nas principais estradas, policiamento hidroviário no Mar do Norte e hidrovias, policiamento ferroviário nas ferrovias e nas estações, policiamento aéreo no aeroporto nacional e nos cinco aeroportos regionais, imigração e fronteiras. controle, apoio aéreo e policial. Os membros dessa direção geral também realizam missões de proteção, como escoltar o transporte de objetos de valor ou a proteção dos palácios reais.
Além disso, a diretoria apoia as autoridades administrativas e a Polícia Local, por exemplo, fornecendo pessoal e equipamentos especializados (canhões de água, etc.) para missões de manutenção de pedidos.

### As diretorias da DGA
- Direcção de Operações da Polícia Administrativa (DAO)
- Direcção da Polícia Rodoviária (DAH)
- Direcção da Polícia Ferroviária (CEP)
- Direção da Polícia Hidroviária (SPN)
- Direcção da Polícia da Aviação (APL)
- Direcção de Apoio Aéreo (DAFA)
- Direcção de Apoio Canino (DACH)
- Direcção de Segurança Pública (DAS)
- Direcção de Protecção (DAP)

A Diretoria de Proteção (DAP) consiste em duas unidades: seu Destacamento de Segurança Royal Palaces é responsável por proteger a Família Real Belga e seus palácios, enquanto a outra unidade do DAP, seu Destacamento de Segurança no SHAPE, protege a sede do SHAPE, localizada em Casteau ao norte da cidade belga de Mons .
A Polícia Rodoviária possui aproximadamente 1000 policiais que monitoram o tráfego nas principais rodovias.
A Polícia Hidroviária regulamenta a navegação de navios nas vias navegáveis interiores e no Mar do Norte .
A Polícia Ferroviária está dividida em cinco divisões e seus 470 policiais patrulham as ferrovias e estações para evitar crimes e danos à propriedade ferroviária.
A Direção da polícia da aviação mantém a segurança no Aeroporto Internacional de Bruxelas e em cinco aeroportos regionais. Por fim, a polícia de imigração e proteção de fronteiras é responsável por ocupar pontos de passagem de fronteira e controlar a imigração.
A Diretoria de Suporte Aéreo oferece apoio especializado à polícia, como gerenciamento de eventos (engarrafamentos, acidentes de avião, multidões, eventos esportivos, etc.). Os cinco helicópteros e dois aviões do grupo também buscam pessoas desaparecidas, suspeitos, laboratórios clandestinos etc. A proteção dos VIPs e o transporte de fundos também fazem parte da missão.
A Diretoria de Apoio Canino possui 35 equipes de cães . Alguns cães são treinados para detectar drogas, restos humanos, hormônios ou aceleradores de incêndio. Cerca de um terço são cães rastreadores treinados para encontrar ou identificar pessoas vivas. Essas equipes geralmente são implantadas em áreas de terremotos para localizar pessoas presas em prédios desabados. Os cães detectores de explosivos da polícia federal estão ligados às unidades especiais do CGSU.

## Direção Geral da Polícia Judiciária (DGJ)
A Direção Geral da Polícia Judiciária (holandês: Algemene Directie Gerechtelijke politie; francê : Direction Générale Police Judiciaire; alemão: Generaldirektion Gerichtspolizei) é um grande componente que opera tanto no nível central (da sede em Bruxelas) quanto no nível local ( por meio de diretorias desconcentradas (FGP/DPJ) em cada distrito judicial).

### As direções da DGJ
As 4 diretorias centrais da DGJ coordenam investigações de crimes graves em nível nacional e internacional:
- Direcção Central de Operações da Polícia Judiciária (DJO)
- Direcção Central da Luta Contra a Criminalidade Grave e Organizada (DJSOC)
- Direcção Central da Polícia Técnica e Científica (DJT)
- Direcção de unidades especiais (DSU)
- 14 Diretorias descentralizadas de Polícia Judiciária (FGP/PJF)

A Diretoria Central de Operações da Polícia Judiciária (DJO) gerencia o uso e pagamento dos informantes da polícia. Também coordena e apóia as operações dos departamentos de investigação descentralizados. O DJO também administra o centro nacional de gerenciamento de informações policiais e análise criminal. Além disso, a seção de operações auxilia na implantação de unidades especiais.
A Direção Central da luta contra o crime grave e organizado (DJSOC) combate o crime organizado no nível estratégico, bem como nos níveis operacional e tático. Atualmente, seu alcance inclui gangues da máfia italiana , asiática, dos Balcãs, da Rússia e do Hells Angels. O DJC também opera o programa belga de proteção a testemunhas .
A Diretoria Central da Polícia Técnica e Científica (DJT) opera o sistema de identificação de impressões digitais e mantém laboratórios para trabalhos forenses e científicos, análise de áudio e vídeo e pesquisa e desenvolvimento. Outras seções concentram-se na criação de perfis, técnicas especiais de interrogatório e polígrafos.
A Direção das Unidades Especiais (DSU) são as unidades especiais da polícia da Bélgica (com uma unidade de intervenção, uma unidade de observação e uma unidade técnica no nível central) e os cinco pelotões chamados de Proteção, Observação, Suporte e Detenção (POSA) em descentralizado), mas também abrange a unidade de identificação de vítimas de desastres.

### As diretorias descentralizadas da DGJ (FGP/PJF)
85% do pessoal da DGJ é designado para 14 diretorias de investigação descentralizadas, abreviadas como FGP/PJF. Mão-de-obra em cada distrito varia: as pequenas agências podem ter até 40 funcionários, enquanto as grandes podem exceder 200. A organização e gestão dessas unidades são confiadas aos diretores judiciais (DirJud) (holandês: gerechtelijk directeur/francês: directeur judiciaire/alemão: justizdirektor). Cada FGP/PJF descentralizada é composta de várias seções direcionadas aos principais fenômenos criminais da região e executa missões específicas de apoio ou investigação criminal. Embora a organização seja diferente de um distrito para outro, as seções que lidam com drogas, contrabando de pessoas, crime financeiro e organizado, os anéis de roubo de veículos são os mais comuns. Além disso, o PJF/FGP fornece serviços de apoio à polícia federal e local, como unidades de crimes informáticos, apoio técnico e forense, informações criminais, análise criminal operacional e coordenação com a polícia administrativa.

### Serviço de comunicação e informação do distrito (SICAD)
Cada distrito judicial possui um "Serviço de comunicação e informação do distrito" (holandês: Communicatie- en informatiedienst van het arrondissement; francês: Service d’information et de communication d’arrondissement; alemão: Stadtinformations- und Kommunikationsdienst), que faz parte da Direção de Coordenação e Suporte da cada distrito. As SICADs são administradas por policiais federais e locais que coletam, avaliam e disseminam informações e informações nas forças policiais locais e federais. Isso é para facilitar a coordenação das investigações e até das operações policiais cotidianas. Cada SICAD processa os dados criminais das forças policiais locais e federais para analisar casos e eventos recentes, identificando tendências e emitindo os avisos necessários. Também correlaciona as conexões entre casos, pessoas, veículos etc. e classifica informações para fins operacionais e estratégicos. Cada SICAD contribui para o intercâmbio transfronteiriço de dados policiais e apóia os gerentes das zonas policiais com recursos de processamento de dados. Cada chefe de investigação tem responsabilidade geral por uma SICAD, mas um chefe de departamento assegura a gestão diária do centro.

## Direção Geral de Recursos e Informação (DGR)
O DGR (holandês: Algemene directie van het middelenbeheer en de informatie; francês: Direction Générale de la gestion des ressources et de l'information; alemão: Generaldirektion der Verwaltung von Mitteln und Informationen) executa o suporte administrativo, de gerenciamento de recursos, logístico e de recrutamento para todas as unidades policiais federais e para as forças policiais locais em termos limitados. O departamento também fornece à polícia local e federal equipamentos, suporte e treinamento.

### As diretorias do DGR (PLIF)
- Direcção de recursos humanos (pessoal) (DRP)
  - Academia Nacional de Polícia (ANPA)
- Direcção de recursos logísticos (DRL)
- Direcção da polícia informação e TIC (DRI)
- Direcção de finanças (DRF)

A Direcção de Recursos Humanos (DRP) é, entre outras coisas, responsável pelo recrutamento e pelos programas de formação para toda a polícia belga. Ele analisa as necessidades de treinamento e elabora um plano global de treinamento para a polícia integrada. Como forma de agradecimento, esta diretoria fornece conselhos sobre o treinamento das agências envolvidas. Ferramentas educacionais específicas são desenvolvidas regularmente pela diretoria, mediante solicitação ou por sua própria iniciativa. O DRP garante a aplicação adequada dos vários programas de treinamento por meio de contratos administrativos com academias de polícia e pela aprovação de programas de treinamento. Assim, garante a conformidade da qualidade do treinamento e garante a equidade financeira entre as academias de polícia. Representa a Bélgica no conselho de administração da Academia Europeia de Polícia (CEPOL) e conduz projetos de treinamento policial transfronteiriço com a França, os Países Baixos e o Luxemburgo.
A Diretoria de Informações Policiais e TIC (DRI) é responsável pelo gerenciamento das informações policiais e das TIC. Por informação policial, qualquer informação de natureza operacional, de acordo com o significado do artigo 44/1 da lei sobre a polícia, funciona como informação que apóia a organização policial como um todo. Nesse sentido, eles apoiam particularmente a preparação das políticas e regras de gerenciamento e processamento das informações., O desenvolvimento do conceito de informações policiais, a definição de padrões e padrões técnicos, a implementação de sistemas de informação e comunicação.

### A polícia Academias
As academias de polícia da Bélgica oferecem todos os cursos básicos, especializados, de revisão e avançados para todos os membros da polícia integrada, seja da polícia federal ou local. Existem dois tipos de academias de polícia: a Academia Nacional de Polícia (ANPA) e as dez escolas de polícia aprovadas. A ANPA oferece treinamento especializado e de atualização de todos os tipos para todo o pessoal (treinamento para uso da força de especialistas com / sem armas de fogo, treinamento para comandantes de ouro e comandantes de prata, etc.), treinamento para comissários e comissários e treinamento para oficiais de investimento (treinamento geral, treinamento para investigações de crimes informáticos, treinamento para investimentos técnicos e científicos, treinamento para análise operacional de crimes, etc.).
Todas as províncias do país, exceto Brabante Valão, possuem uma instituição de treinamento policial . Essas academias são organizações sem fins lucrativos ou instituições provinciais ou inter-regionais. Há um total de dez (em Bruges, Gante, Antuérpia, Genk, Asse, Liège, Arlon, Namur, Jurbise e um para Bruxelas região bilíngue). Um contrato de gestão entre o Ministro do Interior e a direção da escola é celebrado anualmente. Embora essas escolas não façam parte diretamente da estrutura policial, elas desempenham um papel essencial no treinamento policial.

## Rank
As classificações da Polícia Federal são as mesmas usadas nas forças policiais locais. Atualmente, as classificações são cívicas, em oposição às posições paramilitares que estavam em uso no antigo Rijkswacht/Gendarmerie belga, que era o principal antecessor da Polícia Federal. Isso foi escolhido durante a reforma das forças policiais belgas de 1998–2001 para enfatizar a mudança para uma força policial menos militarista, porque os traços paramilitares eram considerados menos transparentes, além de acessíveis e, portanto, menos desejáveis.
A diferença entre a polícia local e a Polícia Federal é mostrada pelas diferentes cores das linhas de estilo (laranja para a Polícia Federal e azul claro para a polícia local) nas insígnias, que são usadas na aba do bolso esquerdo do peito. Os executivos de ambas as entidades são hierarquicamente iguais. Os oficiais auxiliares são bastante raros na Polícia Federal e podem ser encontrados principalmente na Polícia Aérea, onde são implantados para controle de tráfego nos aeroportos belgas.
| quadro                                    | classificação | rank insignia Polícia Federal |
| ----------------------------------------- | --- | ----------------------------- |
| Nível de oficial (oficiais comissionados) | comissário chefe (hoofdcommissaris - commissaire divisionnaire - chefsteward)                                                                        | CDP polfed                    |
|                                           | commissário (commissaris - commissaire - kommissar)                                                                                                  | CP polfed                     |
|                                           | comissário aspirante (aspirant-commissaris - aspirant-commissaire - aspirant kommissar)                                                              | ACP polfed                    |
| Nível médio (oficiais não comissionados)  | inspetor chefe (hoofdinspecteur - inspecteur principal - chefinspektor) igual a sargento                                                             | INPP polfed                   |
|                                           | inspetor-chefe aspirante (aspirant-hoofdinspecteur - aspirant-inspecteur principal - aufstrebender chefinspektor)                                    | AINPP polfed                  |
| Nível base (oficiais)                     | inspetor (inspecteur - inspecteur - inspektor) classificação base; plenos poderes; igual a policial ou oficial                                       | INP polfed                    |
|                                           | inspetor aspirante (aspirant-inspecteur - aspirant-inspecteur - angehender inspektor)                                                                | AINP polfed                   |
| Nível auxiliar                            | oficial (auxiliar) (agent - agent - agent) poderes limitados; não confundir com policial ou oficial; anteriormente conhecido como "oficial auxiliar" | AP polfed                     |
|                                           | oficial aspirante (auxiliar) (aspirant-agent - aspirant-agent - aufstrebender agent)                                                                 | AAP polfed                    |

## Armas
- EUA: Cassetete
- EUA: Smith & Wesson M&P Pistola
- Áustria: Glock Pistola
- Bélgica: Uzi Metralhadora
- Áustria: Steyr AUG Metralhadora
- Alemanha: Heckler & Koch UMP Metralhadora
- Alemanha: Heckler & Koch MP5 Metralhadora